# ريتشارد غرين (رجل أعمال)
ريتشارد غرين (بالإنجليزية: Richard Green)‏ هو اقتصادي وشخصية أعمال أمريكي، ولد في 1955 في بروكلين في الولايات المتحدة.